# Janice (Name)
Janice ist ein englischer weiblicher Vorname.

## Herkunft und Bedeutung
Der Vorname Janice stammt von Jane ab – einer mittelalterlichen englischen Form von Jehanne, einer altfranzösischen weiblichen Form von Iohannes (Johannes). Dieser und dessen weibliche Form Johanna sind hebräischen Ursprungs und bedeuten „der/die Gottbegnadete“ oder auch „Gott ist gnädig“.

## Varianten
- Shanice

## Namensträgerinnen

### Vorname
- Janice Deaner (* 1966), US-amerikanische Schriftstellerin
- Janice Dickinson (* 1955), US-amerikanisches Supermodel
- Janice Elaine Voss (1956–2012), US-amerikanische Astronautin
- Caroline Janice Cherryh (* 1966), US-amerikanische Science-Fiction-Autorin, siehe C. J. Cherryh
- MaryJanice Davidson (* 1969), US-amerikanische Schriftstellerin
- Janice Hadlow (* 1957), britische Medienmanagerin
- Janice Harrington (* 1942), US-amerikanische Sängerin und Musikerin
- Janice Jakait (* 1977) hat als erste Deutsche allein und ohne Begleitboot den Atlantik in einem Ruderboot überquert.
- Janice Scroggins (1955–2014), US-amerikanische Blues- und Jazzpianistin

### Kunstfiguren
- Janice Litman Goralnik, fiktive Figur in der US-amerikanischen TV-Sitcom Friends
- Janice McCormick, Titelheldin der englischen Comic-Reihe von Robin Ray, siehe Die Leiden der jungen Janice